# Protenor australis
Protenor australis är en insektsart som beskrevs av Hussey 1925. Protenor australis ingår i släktet Protenor och familjen krumhornskinnbaggar. Inga underarter finns listade i Catalogue of Life.